# Cortes (Bohol)
Cortes ist eine philippinische Stadtgemeinde in der Provinz Bohol. Sie hat 16.954 Einwohner (Zensus 1. August 2015).

## Baranggays
Cortes ist politisch in 14 Baranggays unterteilt.
- De la Paz
- Fatima
- Loreto
- Lourdes
- Malayo Norte
- Malayo Sur
- Montserrat
- New Lourdes
- Patrocinio
- Poblacion
- Rosario
- Salvador
- San Roque
- Upper de la Paz

|  |  |